# Лукаш, Николай Васильевич
Николай Васильевич Лукаш (1927 — 2004) — советский и украинский врач-терапевт. Профессор Крымского медицинского института, зав. кафедрой пропедевтики внутренних болезней, член Нью-Йоркской академии наук.

## Биография

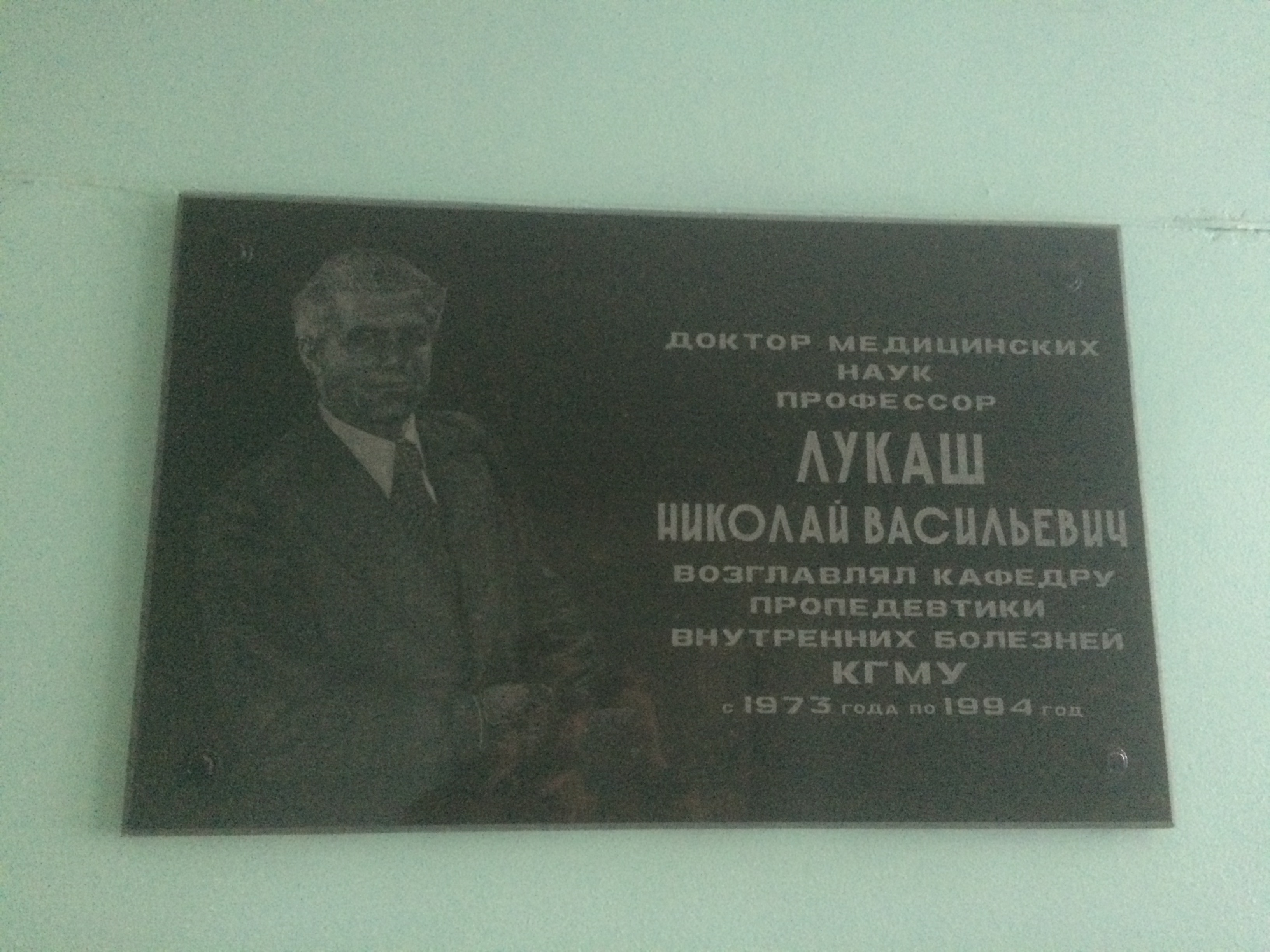
Мемориальная табличка в здании 7й городской больницы Симферополя

Окончил Крымский медицинский институт в 1954.
Работал в КГМУ с 1954 по 2004. Прошёл путь от клинического ординатора до профессора, заведующего кафедрой пропедевтики внутренних болезней.
- В 1959 защитил диссертацию на соискание степени кандидата медицинских наук
- В 1967 присвоено звание доцента
- В 1968 защитил докторскую диссертацию
- В 1970 присвоено звание профессора.
- С 1973 по 1994 заведовал кафедрой пропедевтики внутренних болезней.
- В течение 8 лет был деканом педиатрического факультета.

## Общественная работа
- Организатор и председатель Крымского общества гастроэнтерологов.

## Вклад в науку
- Научные работы посвящены различным аспектам патологии органов пищеварительной системы.
- Подготовка научных кадров: под руководством Лукаша Н. В. защищены 3 докторских и 14 кандидатских диссертаций.

## Труды
- Морская вода и её лечебно-профилактическое применение. М., 1966 (в соавторстве с А. Б. Шахназаровым).
- Атеросклероз, вызванный заболеваниями печени, Киев, 1974 (в соавторстве с А. Б. Шахназаровым).
- Выявление и диспансеризация больных со скрытопротекающими заболеваниями гастродуоденальной зоны : (Методические рекомендации). Симферополь, 1982.

## Награды
- Отличник здравоохранения УССР
- Похвальная грамота Верховного Совета СССР.